# OU Andromedae
OU Andromedae (sau HR 9024) este o stea variabilă în rotație din constelația Andromeda. Variind între magnitudinile 5,87 și 5,94, a fost clasificată ca fiind o stea variabilă FK Comae Berenices, dar clasificarea este încă incertă. Are o clasificare spectrală de G1IIIe, ceea ce înseamnă că este o stea gigantă care prezintă linii de emisie în spectrul său. De asemenea, este probabil în faza de evoluție a ramurii orizontale.
În 1985, Jeffrey Hopkins et al. au descoperit că HR 9024 este o stea variabilă, cu o perioadă de ~23,3 zile. În 1986 i s-a atribuit denumirea de stea variabilă OU Andromedae. Paola Testa et al. a raportat că steaua a prezentat o activitate de erupție cu raze X, în 2007.

## Descriere
Este prima stea, în afară de Soare, la care s-a identificat o ejecție de masă coronală.

### Rotație rapidă
Viteza de rotație a OU Andromedae este neobișnuit de mare pentru o stea evoluată de acest tip, prezentând o viteză de rotație proiectată de 21,5 km/s. O posibilă explicație este că ar fi putut înghiți o planetă gigantică din apropiere, cum ar fi un Jupiter fierbinte, deoarece a fost observat un exces în infraroșu.
O altă explicație se bazează pe puternicul său câmp magnetic; dacă OU Andromedae a fost o stea Ap în timpul etapei de evoluție a secvenței principale, ar fi putut păstra atât câmpul magnetic puternic, cât și rotația rapidă specifică stelelor Ap.

### Sursă deRadiație X
OU Andromedae este o sursă strălucitoare de raze X, datorită activității coronei sale; se estimează că regiunile active de tip solar acoperă 30% din suprafață. Acesta este un alt efect al câmpului magnetic puternic, care produce o activitate de erupție neîntreruptă care generează un volum mare de plasmă fierbinte la temperaturi coronale (~7,5×106 K).